# سو داجین
سو داجین (انگلیسی: Su Dajin؛ زادهٔ ۲۰ آوریل ۱۹۸۶) وزنه‌بردار اهل چین است.